# 亞哈

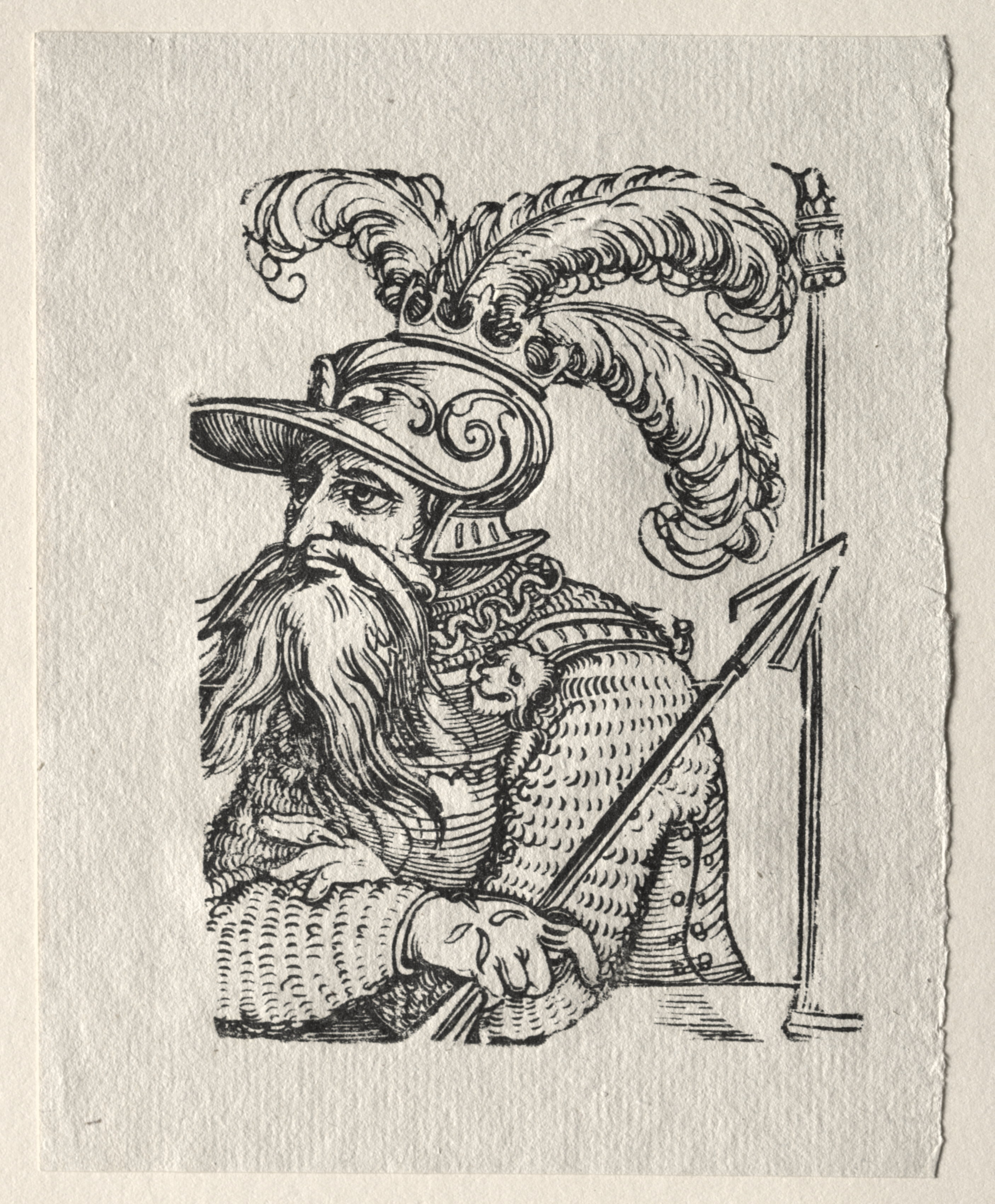
亞哈

亞哈（希伯來語：‎，？—前853年）天主教譯為阿哈布，是古代中東地区北国以色列的第七任君主。他的父親是暗利（《列王紀上》第16章第29节参）。

## 事蹟

### 與先知以利亞相關的事蹟
因為亞哈王娶耶洗別連結為夫妻，導致以色列開始崇拜偶像──巴力及亞舍拉。
亞哈王不聽以利亞先知從上帝那裏領受的信息，持續崇拜偶像，讓以色列經歷了三年沒有下雨的旱灾，導致飢荒發生，最後甚至連亞哈王還自己牽著騾馬，走遍當地的水源地，希望能找到青草救活家畜的性命。
亞哈王三年後再次遇見以利亞，他們相約在迦密山向上帝獻祭，看是偶像的神才是真的神，還是以利亞所信奉的上帝才是真正的神。
最後，上帝耶和華降下火在以利亞的祭壇中，並下雨解開以色列三年以來的旱災。百姓們都相信耶和華才是真正的神。

### 與先知米该雅相關的事蹟
猶大國王約沙法拜訪亞哈，亞哈乘機邀約沙法王聯手攻打亞蘭 （即今敘利亞地区）國王所統治位於基列的拉末城，約沙法要亞哈先求問耶和華的意思，亞哈即召集他的400個先知們來，詢問是否可以去攻打拉末城，先知們一致回答此戰必勝。在約沙法堅持問其他先知下，亞哈才提到還有一個先知名叫米該雅，是音拉的兒子，但因為以往米該雅的預言都對亞哈不利而不喜歡他。
奉差召喚米該雅的使者勸米該雅應向亞哈王說吉話，但米該雅回答該使者，他會說耶和華告訴他的話。當著亞哈王的面，起初米該雅說了些好話，但亞哈王堅持要他奉耶和華之名說真話，米該雅預言亞哈出兵會在戰場陣亡，因為耶和華與靈體商議要讓亞哈的先知們開口撒謊，所以其他先知的預言都是受到靈體的指揮。亞哈王聽了大為不悅，於是下令把米該雅押入監牢，直到他從戰場平安回來才釋放米該雅。 
亞哈王內心不安，所以偽裝於軍隊裡而沒有公開以王者的身份領軍，但最终他還是於戰役中被流箭射中而亡，證明米該雅預言成真。 

## 亚述史料

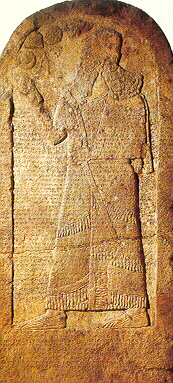
库尔赫石碑，其中出现了“以色列人阿哈布”（A-ha-ab-bu ^{mat}Sir-'a-la-a-a），一般认为就是亚哈

1861年发现的库尔赫石碑记录了公元前853年亚述国王沙尔马那塞尔三世在今叙利亚一带进行的战事，其中提到反亚述的联军中，有以色列王阿哈布的名字（A-ha-ab-bu matSir-'a-la-a-a），一般认为此“阿哈布”即圣经中的亚哈。根据碑文记载，反亚述联军中的这个“以色列人阿哈布”有2000辆战车和10000名士兵，联军最终为沙尔马那塞尔三世击败。但也有观点认为碑文中的“阿哈布”并不能与圣经中的亚哈相等同。

## 在位年期
亞哈在位的年期，目前歷史上有兩種講法：
1. 費毅榮（英语：Edwin R. Thiele）認為是從前873年到前852年；
2. 威廉·奧爾布賴特（英语：William F. Albright）認為是從前869年到前850年。

## 聖經相關章節
- 《列王紀上》第16章29節–第22章40節
- 《列王紀下》第1章1節